# Biancaneve e Rossarosa

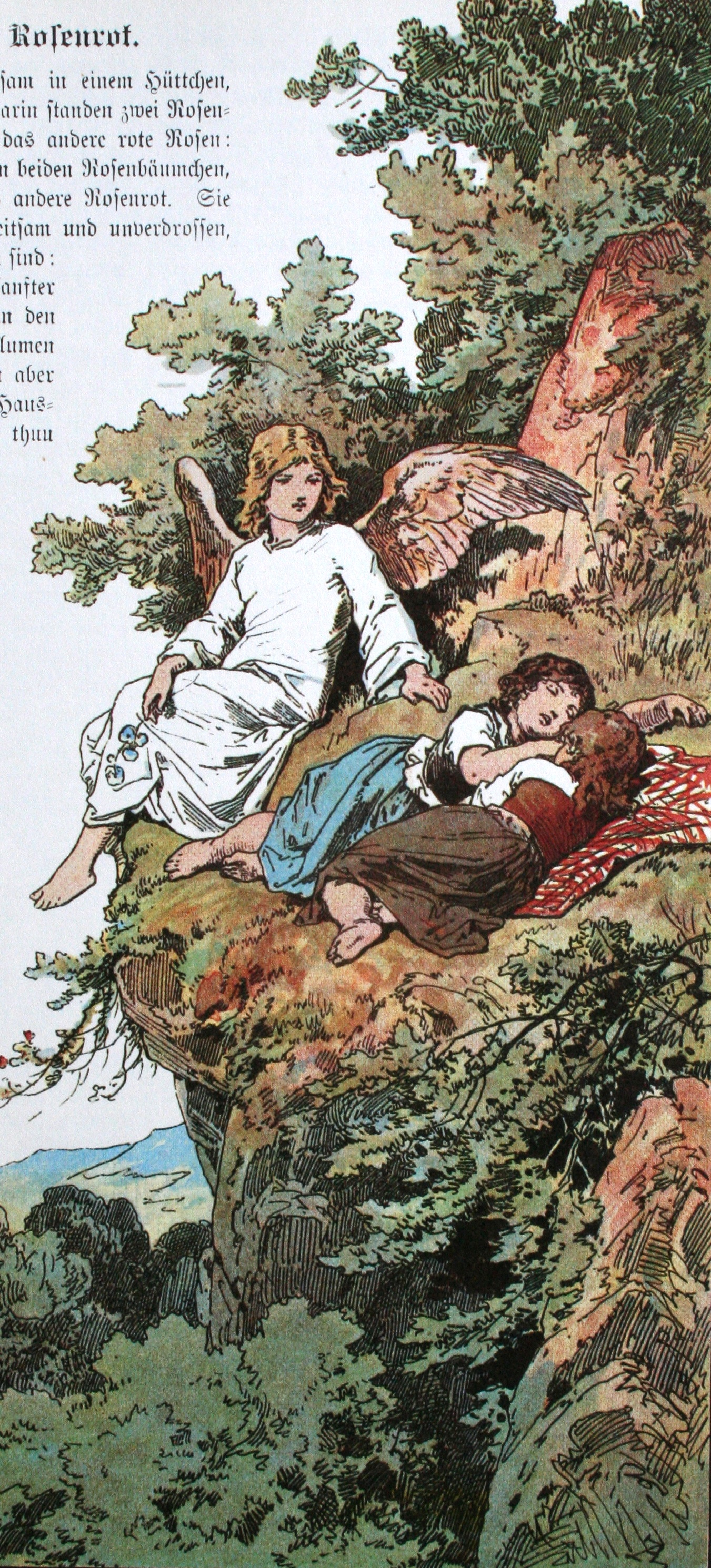
Bianca-neve e Rossa-rosa dormono sul ciglio del precipizio. Illustrazione di Alexander Zick.

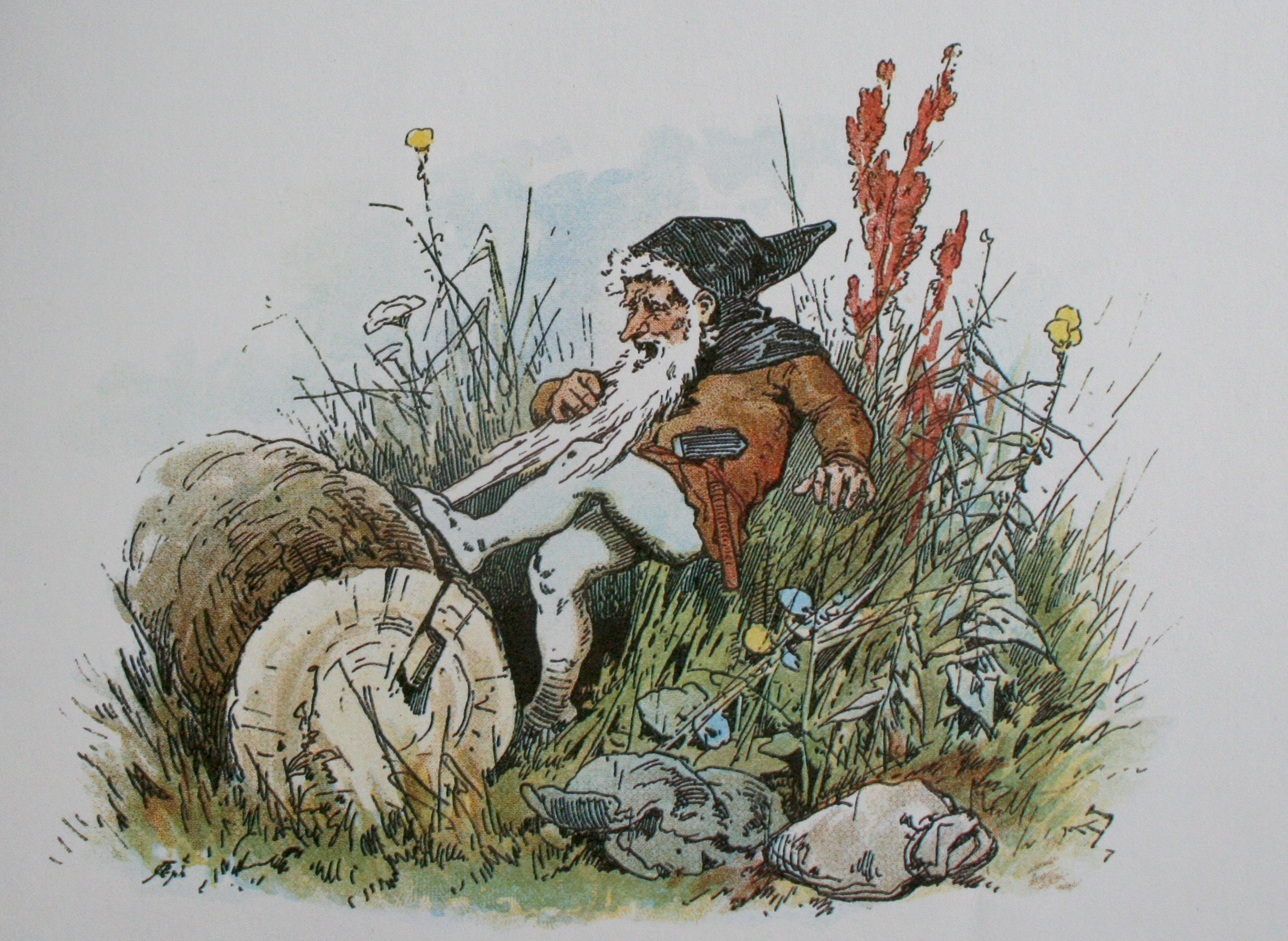
Il nano ha la barba impigliata nel tronco. Illustrazione di Alexander Zick.

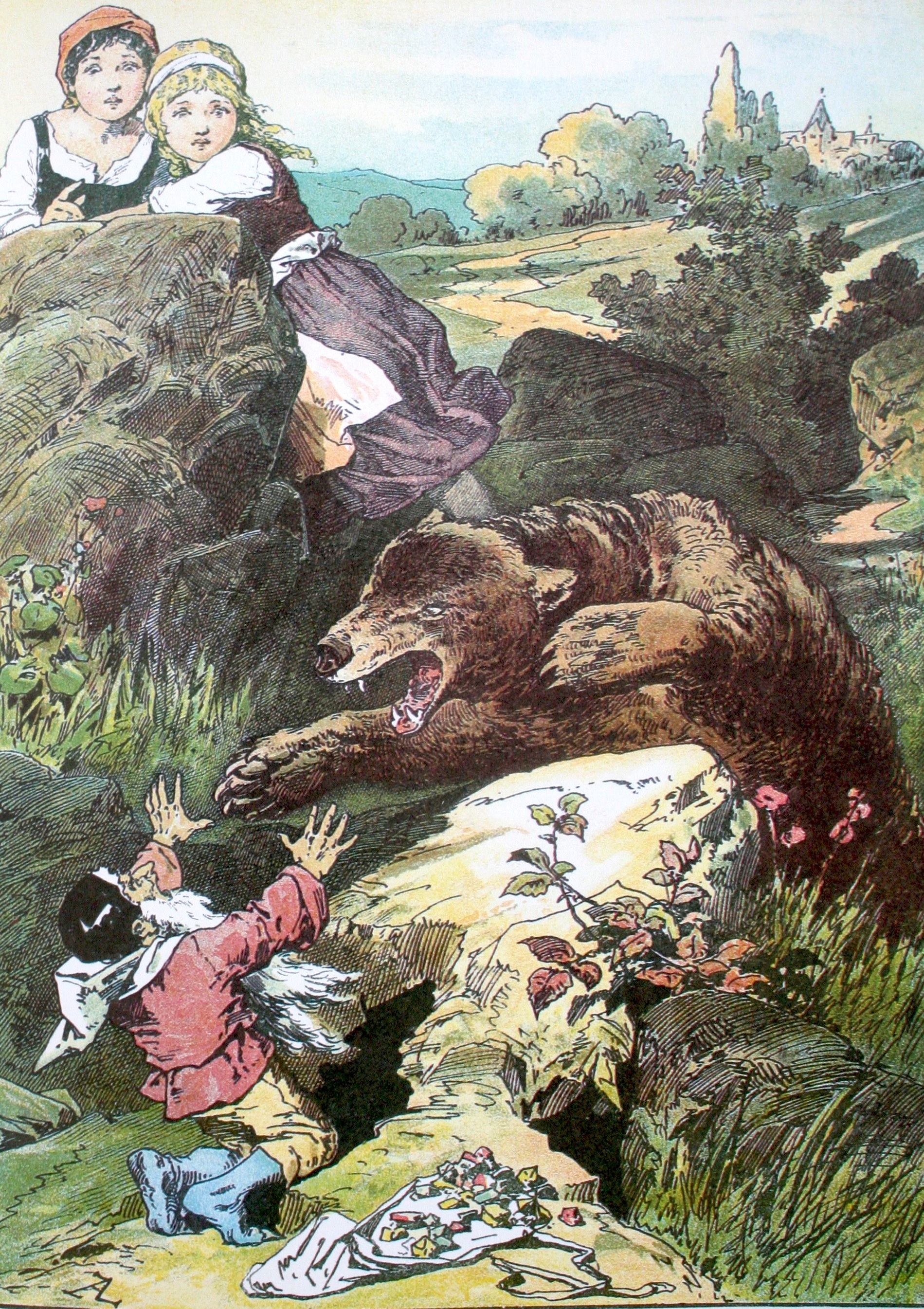
L'orso attacca il nano. Illustrazione di Alexander Zick.

Bianca-neve e Rossa-rosa, conosciuta anche come Rosabianca e Rosarossa, Biancarosa e Rosella, Biancarosa e Rosarossa o Fiocchin di neve e Rosardente (titolo originale: Schneeweißchen und Rosenrot), è una fiaba tedesca pubblicata nel 1837 nella terza edizione della raccolta Le fiabe del focolare dei fratelli Grimm. La fiaba è stata pubblicata per la prima volta da Wilhelm Grimm nel 1827 in Märchen-Almanach di Wilhelm Hauff.
Esiste anche una variante più breve intitolata Il nano ingrato e scritta da Karoline Stahl (1776-1837), che probabilmente è la versione più antica della storia, perché non se ne conoscono altre precedenti, nemmeno orali, nonostante ne siano state raccolte molte dopo la sua pubblicazione.
La fiaba non è da confondere con Biancaneve (in tedesco Schneewittchen), che sta alla base del film di Walt Disney intitolato Biancaneve e i sette nani.

## Trama
Bianca-neve e Rossa-rosa erano le due figlie di una povera donna vedova che vivevano in una casa circondata da due roseti, uno di rose bianche e uno di rose rosse. Le due bambine si amavano molto ed erano buone e diligenti, anche se diverse di carattere, la prima più mite, la seconda più vivace. Accadeva spesso che si attardassero insieme nel bosco, ma la mamma non si impensieriva mai perché sapeva che non sarebbe mai accaduto loro nulla di brutto. Una volta, per esempio, svegliatesi dopo essersi addormentate nel bosco, videro accanto a loro un bel bambino dalle vesti scintillanti che le guardò e subito si addentrò fra gli alberi. Si accorsero così di aver dormito sull'orlo di un precipizio e la mamma disse che certamente quello era l'angelo che vegliava sui bambini buoni.
Una sera bussò alla porta un grande orso che voleva scaldarsi al fuoco del camino e, dopo l'iniziale spavento, la mamma e le bambine lo accolsero in casa e gli pulirono la pelliccia dalla neve. Ben presto fecero amicizia e le bambine giocavano con l'orso divertite. Il mattino seguente l'orso se ne andò nel bosco, ma prese a tornare da loro ogni sera.
Presto venne la primavera e l'orso disse a Biancaneve che per un po' non sarebbe tornato a far loro visita perché avrebbe dovuto difendere i suoi tesori dai cattivi nani che con il caldo dell'estate uscivano dai loro rifugi e rubavano tutto.
Dopo qualche tempo la mamma mandò le figlie nel bosco a far legna. Presso un albero abbattuto videro un nano che si dibatteva perché la sua barba era rimasta impigliata nel tronco. Dopo vari tentativi di liberarlo, Biancaneve prese una forbicina dalla sua tasca e tagliò la barba del nano, il quale, ingrato e arrabbiato per essere stato privato di un pezzo della sua barba, se ne andò borbottando con il suo sacco pieno di monete d'oro sulle spalle. Qualche tempo dopo le due fanciulle incontrarono lo stesso nano in riva a uno stagno: la sua barba era ora impigliata nella lenza con cui stava pescando un grosso pesce che lo tirava sempre di più dentro l'acqua. Di nuovo Biancaneve tirò fuori le sue forbicine e liberò il nano tagliandogli un altro pezzo di barba. Egli, sempre furioso e irriconoscente, se ne andò via con un sacco pieno di perle.
Qualche giorno più tardi, mentre andavano in città a fare compere, le fanciulle si imbatterono nuovamente nel nano, che stavolta era stato catturato da una grossa aquila. Biancaneve e Rossarosa riuscirono infine a trattenerlo e a staccarlo dagli artigli dell'uccello e il nano ingrato non fece che lamentarsi per la giacca tutta lacerata, poi prese un sacco pieno di pietre preziose e se ne andò via. Sulla strada del ritorno, le fanciulle videro il nano spargere sul prato tutti i suoi tesori. Ad un tratto un grosso orso balzò fuori dalla foresta e afferrò il nano, che dibattendosi cercò di convincere la bestia a risparmiarlo e a mangiare le due bambine al posto suo. Ma l'orso non lo ascoltò, gli diede una zampata e il nano venne sconfitto. Biancaneve e Rossarosa stavano per fuggire terrorizzate, quando l'orso iniziò a parlare ed esse riconobbero il loro vecchio amico, che d'improvviso si trasformò in un bel giovanetto vestito d'oro e confessò di essere il figlio del re, costretto a vagare nella foresta in forma di orso dopo essere stato trasformato da quel nano cattivo che aveva rubato tutti i suoi tesori. La morte del nano aveva spezzato l'incantesimo.
Biancaneve sposò il principe e Rossarosa il fratello, e la madre delle due fanciulle visse con loro ancora felici per molti anni.

### Versione di Karoline Stahl
Ne Il nano ingrato l'orso, che non è un principe stregato da un incantesimo, non incontra le ragazze se non in occasione della lotta con il nano. Le fanciulle, inoltre, si impossessano del tesoro del nano diventando così molto ricche.

## Classificazione
- KHM 161.
- Sistema di classificazione Aarne-Thompson: tipo 426, The Two Girls, The Bear, and The Dwarf.

## Origini
Wilhelm Grimm combinò la storia de Il nano ingrato di Karoline Stahl (contenuta nella raccolta Favole, fiabe e storie per bambini, Norimberga, 1818) con un verso della novella Das Schmetterlings-Cabinet (Il gabinetto della farfalla, 1813) di Friedrich Kinds, che egli considerava un canto popolare, e scrisse il racconto per il Märchen-Almanach (Almanacco delle fiabe) di Wilhelm Hauffs, dove comparve nel 1826. Da lui partì l'idea del nano che trasforma il principe in orso, così come l'idea dell'idillio familiare presente nella prima metà del testo. Mai prima d'allora una fiaba aveva subito da parte dei fratelli Grimm un intervento così sostanziale. Il racconto sembra essersi in tal modo adeguato all'immagine del credo popolare così come al gusto del pubblico. Per la raccolta di fiabe esso fu modificato nuovamente in maniera più intensa.
La concezione della trasfigurazione ferina come conseguenza di un incantesimo malvagio che non si risolve se non alla fine è relativamente nuova. Presso i popoli primitivi la trasformazione in bestia e poi di nuovo in forma umana pare essere un mezzo per raggiungere la conoscenza di sé. Biancaneve e Rossarosa presenta in questo un tema simile ad altre fiabe, tra cui Il principe ranocchio (KHM 1), L'allodola che canta e saltella (KHM 88), Gian Porcospino (KHM 108), Pelle d'orso (KHM 111). Per quanto riguarda l'angelo custode che veglia sui dormienti si veda invece San Giuseppe nel bosco (KHM 201).

## Interpretazioni
Il contrasto tra l'innocenza delle bambine e l'avidità del nano è particolarmente accentuato in questa fiaba. Anche le qualità assolute di forza (l'orso) e bontà (la mamma) sono piuttosto stereotipate.
Nelle figure delle due fanciulle si può ritrovare una simbologia molto forte basata principalmente sui contrasti. Rosse sono le bacche che raccolgono nel bosco in cui Rosarossa si aggira volentieri. Bianchi invece sono la colombella e l'agnellino che trascorrono l'inverno a casa loro. Rosarossa apre la porta, Biancaneve la chiude.
La barba che le bambine tagliano al nano, invece, simboleggia, in molti racconti antichi, la forza, come presso Sansone nell'Antico Testamento (si veda Il vecchio Rink Rank, KHM 196). Anche il possente orso qui ha una folta pelliccia, che cade alla morte del nano. Non si deve dimenticare, tra l'altro, che in epoca medievale la barba era anche un segno di regalità.
Il nano si scontra una volta con una creatura della terra (l'albero), una volta con una creatura dell'acqua (il pesce) e una volta con una creatura dell'aria (l'uccello). Questa combinazione fra la struttura triplice ricorrente nelle fiabe e la teoria dei quattro elementi è riconoscibile in numerose altre storie dei Grimm, per esempio in La vera sposa (KHM 186).

## Altre versioni
- Patricia Wrede raccontò di nuovo la fiaba in Snow White and Rose Red (1989), ambientandola nell'Inghilterra elisabettiana: qui il principe-orso è il figlio della Regina delle Fate di Thomas the Rhymer e la parte del cattivo (il nano della fiaba originale) è assegnata al dr. John Dee e a un suo collega storico.
- Nel 1994 Francesca Lia Block utilizzò una parte della fiaba nel suo romanzo The Hanged Man (L'appeso)[5]. Nel capitolo VIII Laurel e Claudia si autodefiniscono "Rosabianca" e "Rosarossa", perché la prima ha i capelli biondo chiaro e la seconda rosso scuro. Discutono la fiaba e Claudia si chiede chi tra le due sorelle conquisterà il principe-orso. Laurel risponde che forse non lo farà nessuna delle due e che magari ognuna conquisterà l'altra. Più tardi Jack, che dovrebbe rappresentare l'orso, esprime il suo punto di vista, dicendo che le due sorelle devono "mescolarsi": Rosabianca deve diventare più vivace e Rosarossa più tranquilla.
- Nel 2002 Regina Doman scrisse e pubblicò un romanzo dal titolo The Shadow of the Bear ("L'ombra dell'orso").[6] Nel 2007 ne pubblicò una versione rivisitata. Il romanzo è ambientato a New York, Bear è il nome di un misterioso giovane che apparentemente vive in strada e che fa amicizia con due sorelle dalla personalità molto differente: Rose è uno spirito libero privo di inibizioni e Blanche è timida e pensierosa. Bear e il fratello Fish sono in missione segreta per risolvere il caso dell'omicidio di un prete cattolico.
- Nel 2008 la scrittrice australiana Margo Lanagan pubblicò Tender Morsels, che è una riscrittura di Biancaneve e Rossarosa. Nel romanzo compaiono tutti i personaggi della fiaba ma la storia è considerevolmente più complessa.
- Le sorelle Biancaneve e Rossarosa compaiono anche nella serie fumettistica Fables pubblicata da Vertigo, in cui questa Biancaneve e quella della fiaba più conosciuta (ossia quella dei sette nani) vengono combinate insieme in un unico personaggio.

## Adattamenti

### Cinema e televisione
- Nel 1953, l'animatrice tedesca Lotte Reiniger realizza il cortometraggio di 10 minuti dal titolo Snow-white and Rose-red, attraverso la tecnica di cui fu pioniera: l'animazione delle silhouette.
- Nel 1955, il regista tedesco Erich Kobler realizza un film di un'ora circa di durata, dal titolo Schneeweisschen und Rosenrot.
- Una sezione della serie televisiva americana di cartoni animati The Rocky and Bullwinkle Show, chiamata Fractured Fairy Tales, contiene una parodia di questa fiaba, intitolata "Slow White and Nose Red".
- Schneeweißchen und Rosenrot, film della Germania Est del 1979, prodotto da DEFA con la regia di Siegfried Hartmann.
- Schneeweißchen und Rosenrot, film della Germania Ovest del 1984 diretto da Rita-Maria Nowotny.
- Nella serie televisiva giapponese di animazione Le fiabe son fantasia (Gurimu Meisaku Gekijō) del 1987, prodotta da Nippon Animation, l'episodio 9 è un adattamento di Bianca-neve e Rossa-rosa.
- Le animatrici contemporanee Krista Messer e Nikole Sagnotti hanno realizzato un cortometraggio animato di 4 minuti con la tecnica del passo uno, intitolato Snow White, Rose Red.
- Ispirandosi a questa favola, l'animatore spagnolo Diego Candia ha realizzato nel 2008 un cartone animato di circa 7 minuti dal titolo Blancanieves y Rosaroja (Snow White and Rose Red), per la sua società Candia Producciones S.A.
- Nella serie animata tedesca Simsalagrimm (Simsala Grimm) (1999-2010), prodotta da Hahn Film, l'episodio 22 della terza stagione è un adattamento di questa fiaba.
- Nel 2012, il regista tedesco Sebastian Grobler ha realizzato un film TV di un'ora, dal titolo Schneeweißchen und Rosenrot per la serie Le più belle fiabe dei fratelli Grimm.
- Nel 2016, la Walt Disney Pictures ha messo in sviluppo il film Rose Red, una trasposizione revisionista e spin-off in live action del film d'animazione Biancaneve e i sette nani, dove si immagina che Rossarosa sia la sorella perduta di Biancaneve, per la quale si imbarcherà coi nani in una missione, al fine di spezzare l'incantesimo del suo sonno mortale.[7]

### Teatro
- Nel 1991 il festival "Balver Märchenwochen", che si tiene annualmente a Balve, in Germania, presentò un adattamento della fiaba.
- Nel 2006 Rebekka Kricheldorf scrisse un adattamento teatrale dal titolo "Rosa und Blanca", commissionato dallo Staatstheater Kassel.

### Musica
- La fiaba ha ispirato una canzone dei Rammstein intitolata Rosenrot (2005), che fonde la storia di Biancaneve e Rossarosa con l'opera Rosellina della landa (titolo originale: "Heidenröslein") di Johann Wolfgang von Goethe.[8]
- Nel 2019, la band olandese Blackbriar ha pubblicato una canzone intitolata Snow White and Rose Red ispirata alla fiaba.